# Santa Cruz Acatepec
Santa Cruz Acatepec là một đô thị thuộc bang Oaxaca, México. Năm 2005, dân số của đô thị này là 1301 người.